# Udon (Orne)
Der Udon ist ein Fluss in Frankreich, der im Département Orne in der Region Normandie verläuft. 

## Flusslauf
Der Udon entspringt im Regionalen Naturpark Normandie-Maine, im Gemeindegebiet von Chahains, entwässert generell in nördlicher Richtung und mündet nach rund 28 Kilometern an der Gemeindegrenze von Écouché und Sevrai als linker Nebenfluss in die Orne.

## Orte am Fluss
- Carrouges
- Sainte-Marguerite-de-Carrouges
- Sainte-Marie-la-Robert
- Vieux-Pont
- Joué-du-Plain
- Udon, Gemeinde Sevrai
- Écouché

## Sehenswürdigkeiten
- Schloss Carrouges[3], Schloss aus dem 15. bis 18. Jahrhundert Monument historique
- im Schlossgelände befindliches Maison du Parc des Regionalen Naturparks Normandie-Maine